# Ляуденай
Ляуденай (лит. Liaudėnai, пол. Laudany) — деревня в Зарасайском районе Утенского уезда. 

## География
На западе деревня окружена лесами Магунай, на востоке омывается ручьем Гулбине.

## История
До 1918 года деревня входила в состав Российской Империи.
В межвоенный период деревня находилась в составе Польши, в Новогрудском воеводстве (с 1926 года в Виленском воеводстве), в Браславском уезде.
Согласно переписи 1921 года, здесь проживало 47 человек, все проживающие были католиками и заявили о польской национальности.  В тот момент в деревне было 13 жилых домов. В 1931 году количество жилых домов повысилось уже до 16, а в деревне проживало 73 человека.

## Население
| 1902                           | 1921 | 1931 | 1959 | 1970 | 1979 | 1989 | 2001 | 2011 |
| ------------------------------ | ---- | ---- | ---- | ---- | ---- | ---- | ---- | ---- |
| 73                             | 47   | 73   | 38   | 32   | 57   | 12   | 18   | 9    |
| Гистограмма динамики населения |      |      |      |      |      |      |      |      |

## Экономика
В данной деревне присутствует центр верховой езды.

## Галерея

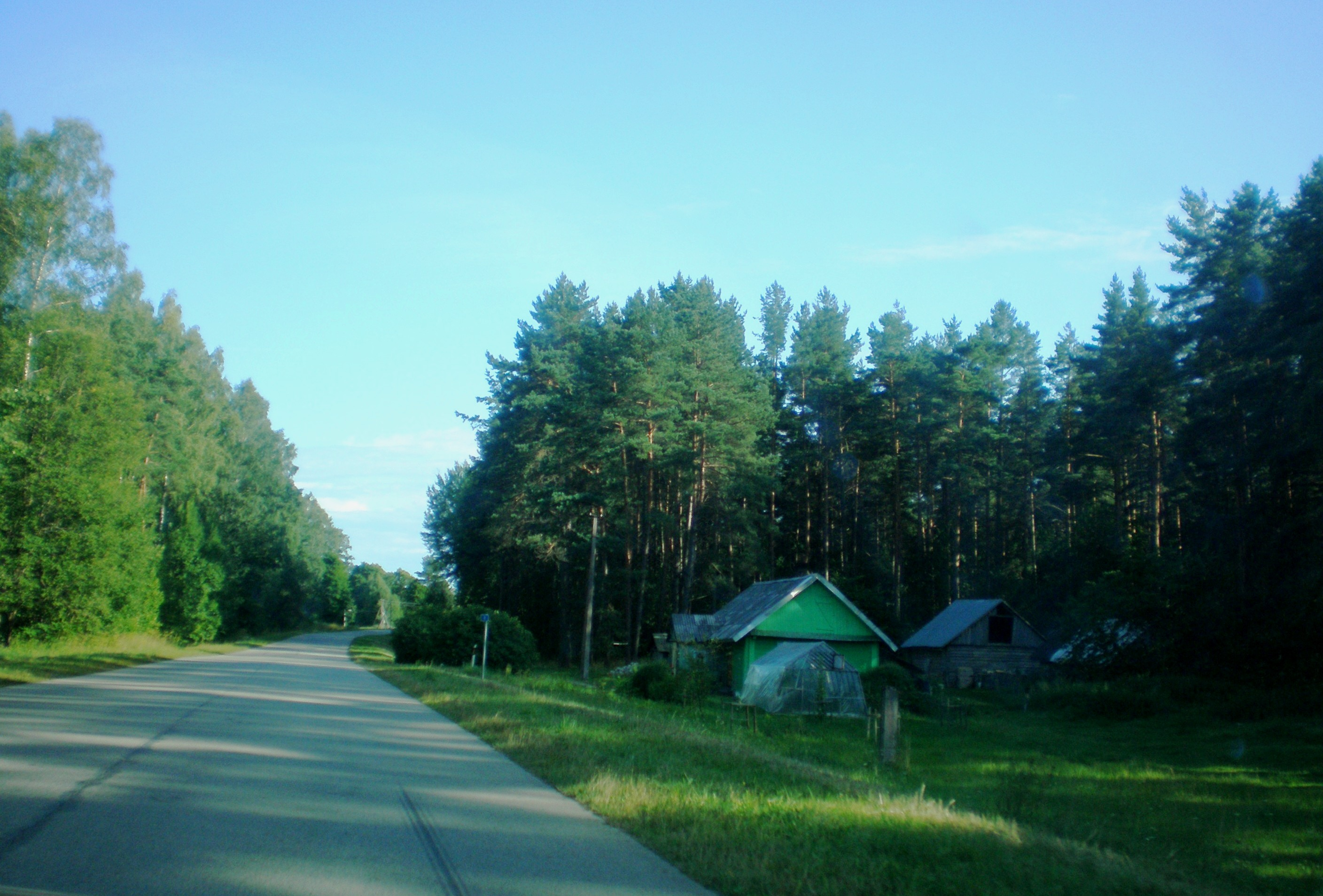
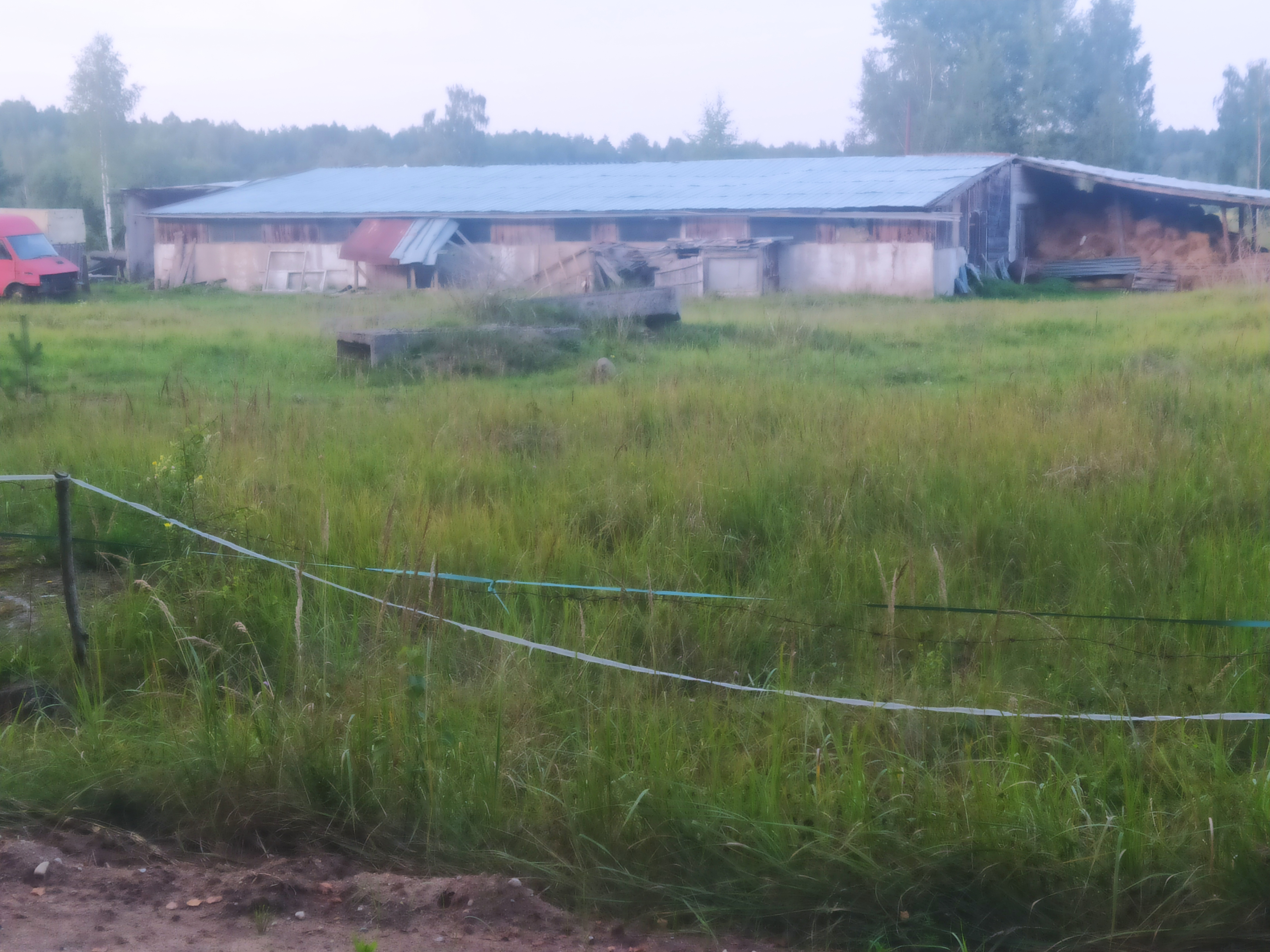
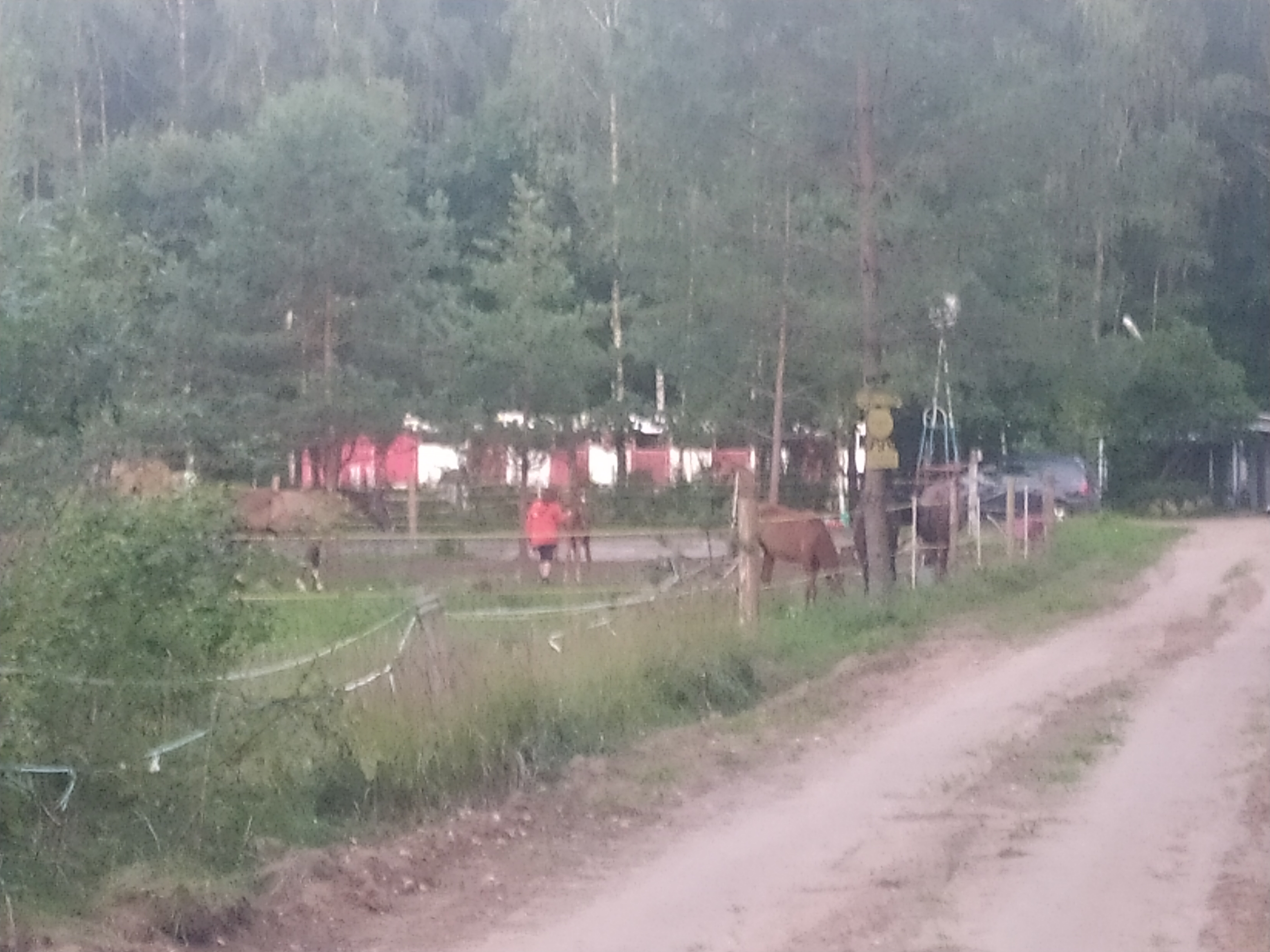
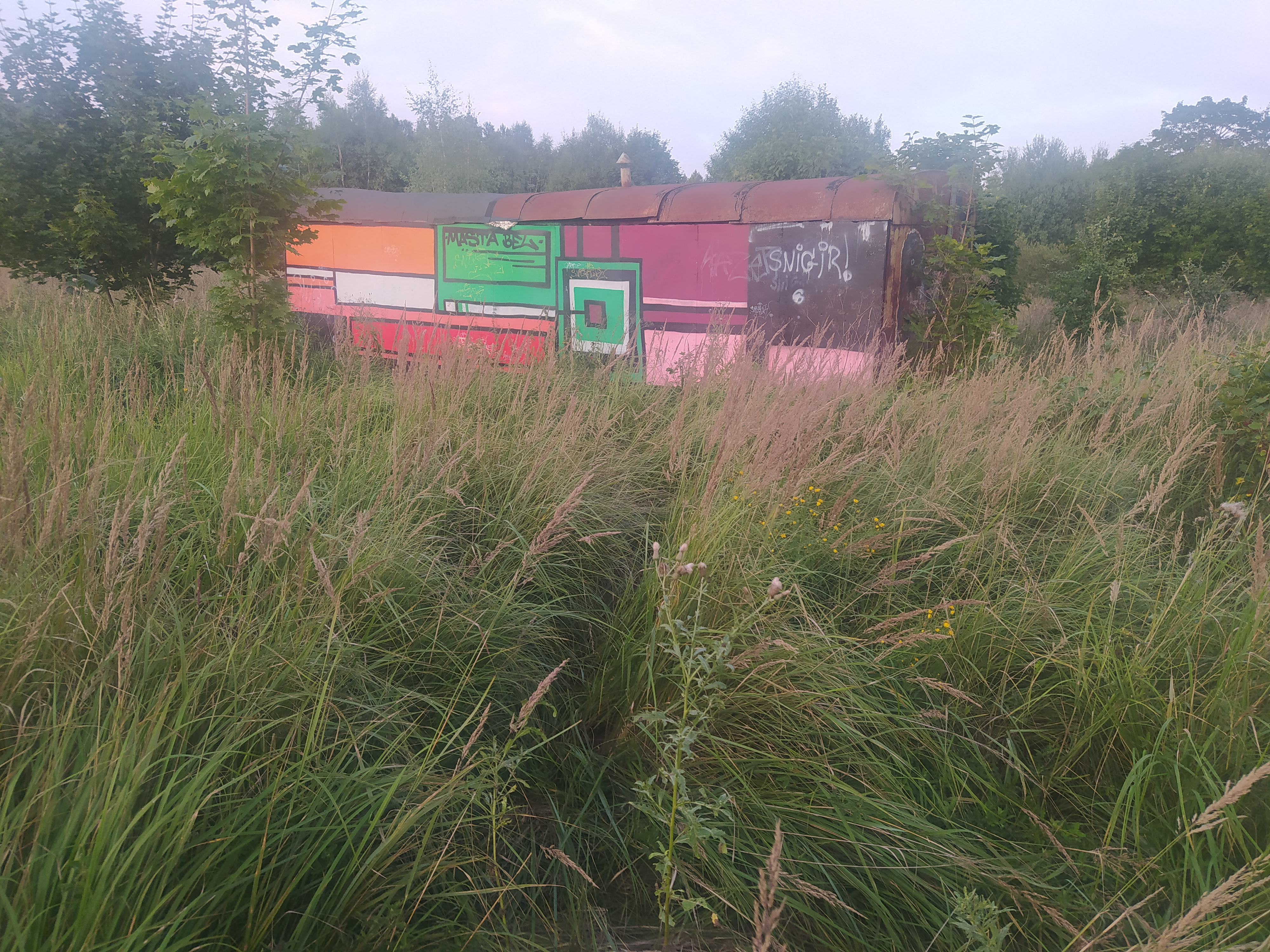
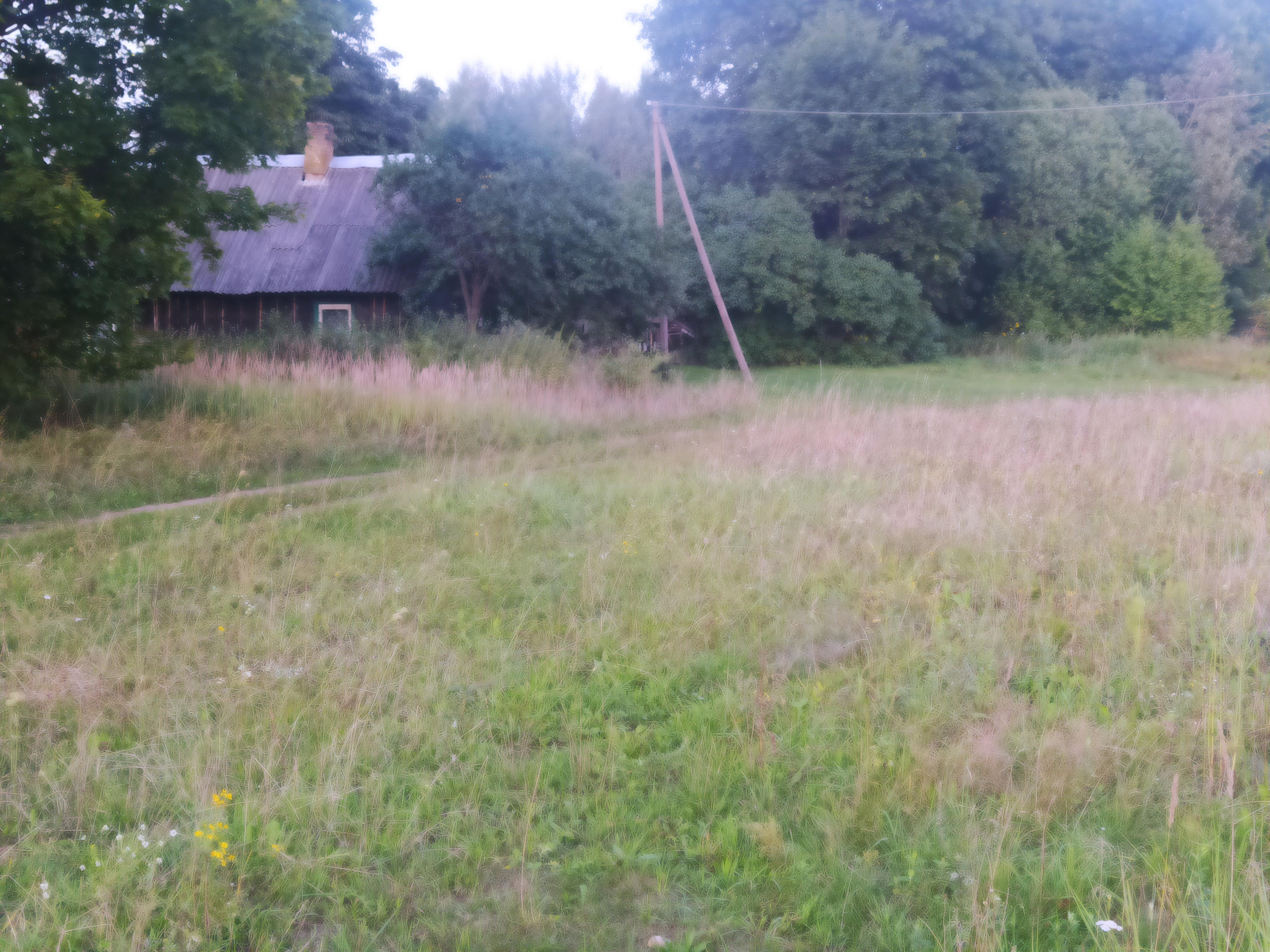
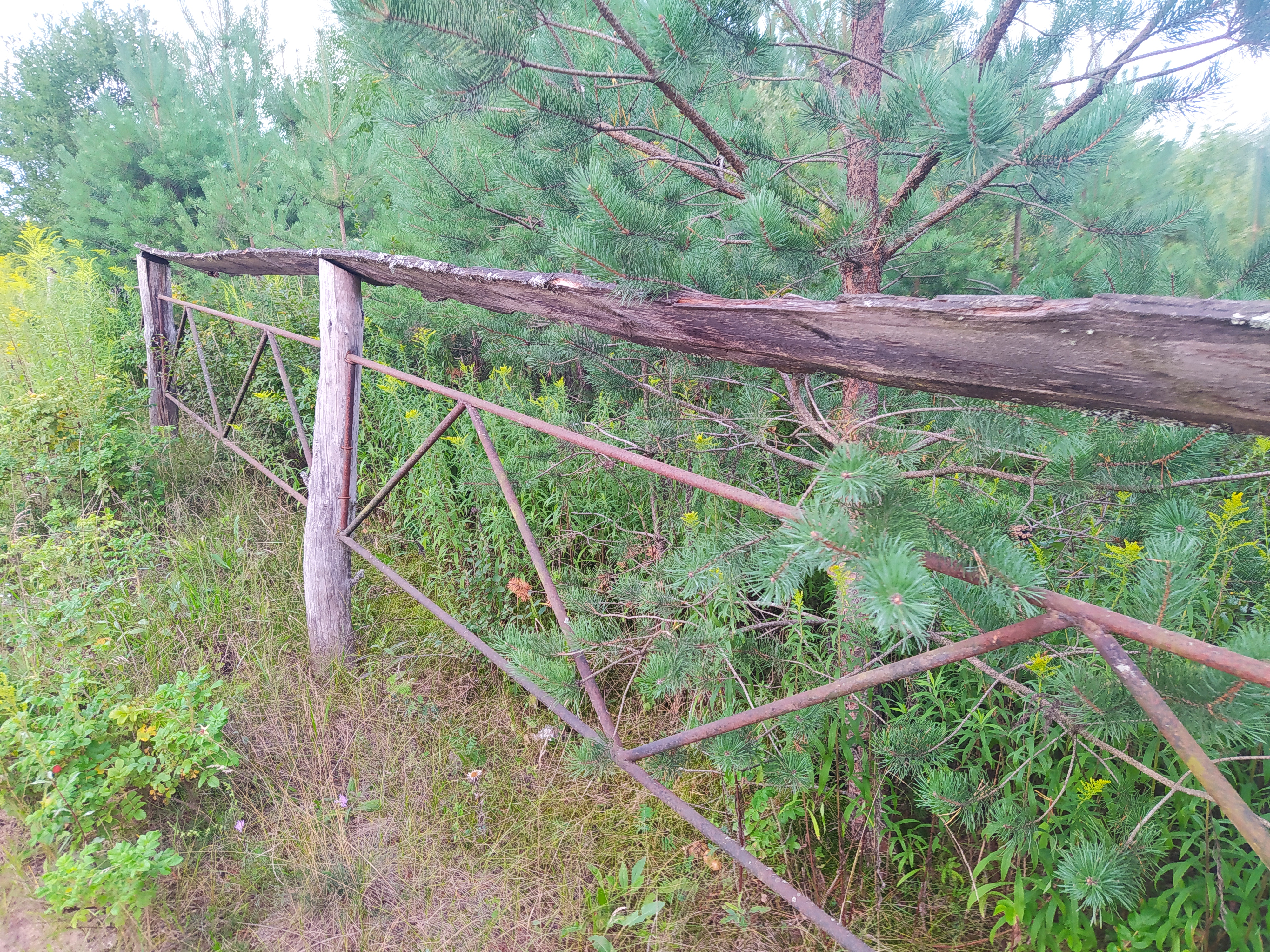
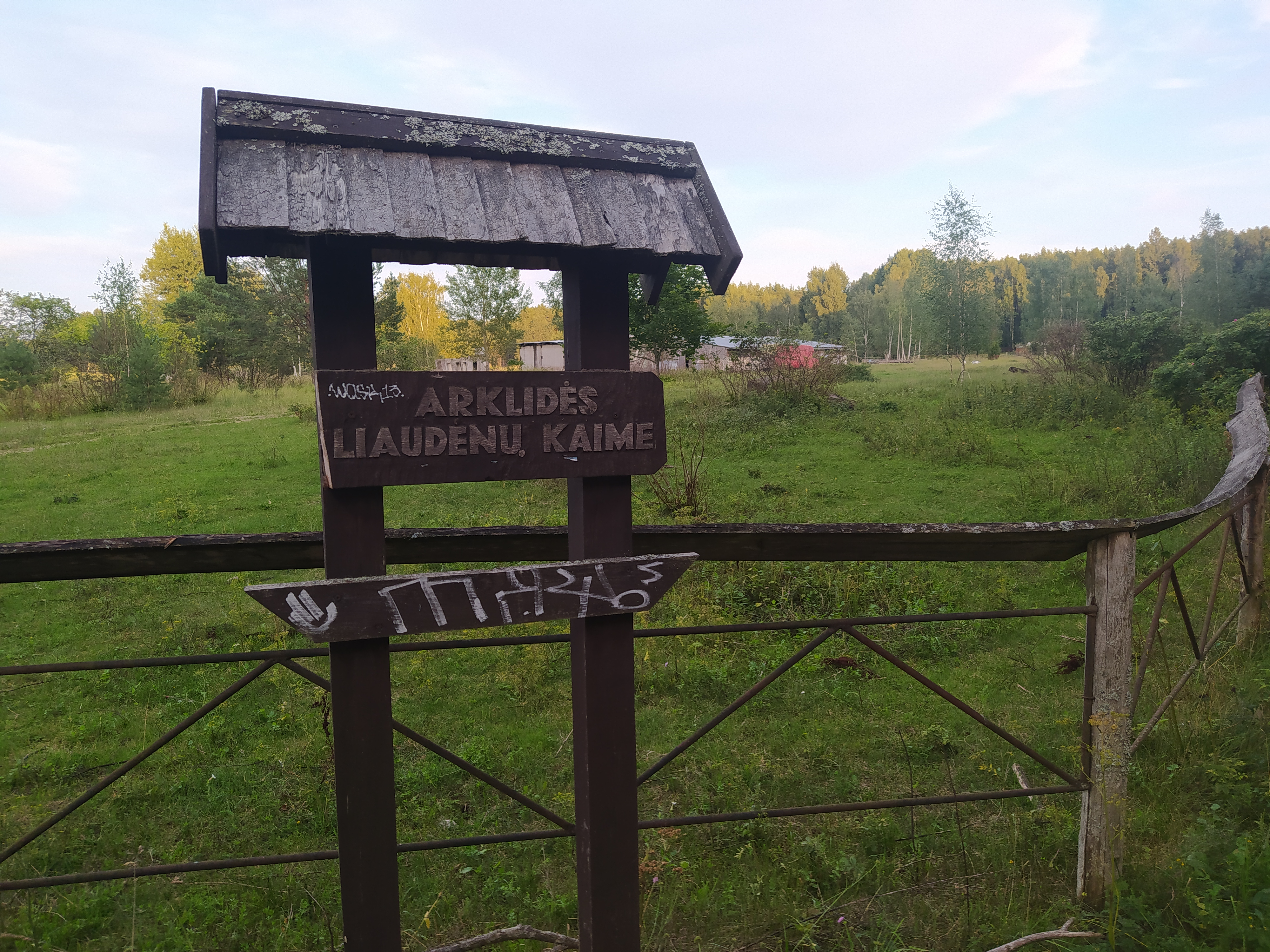
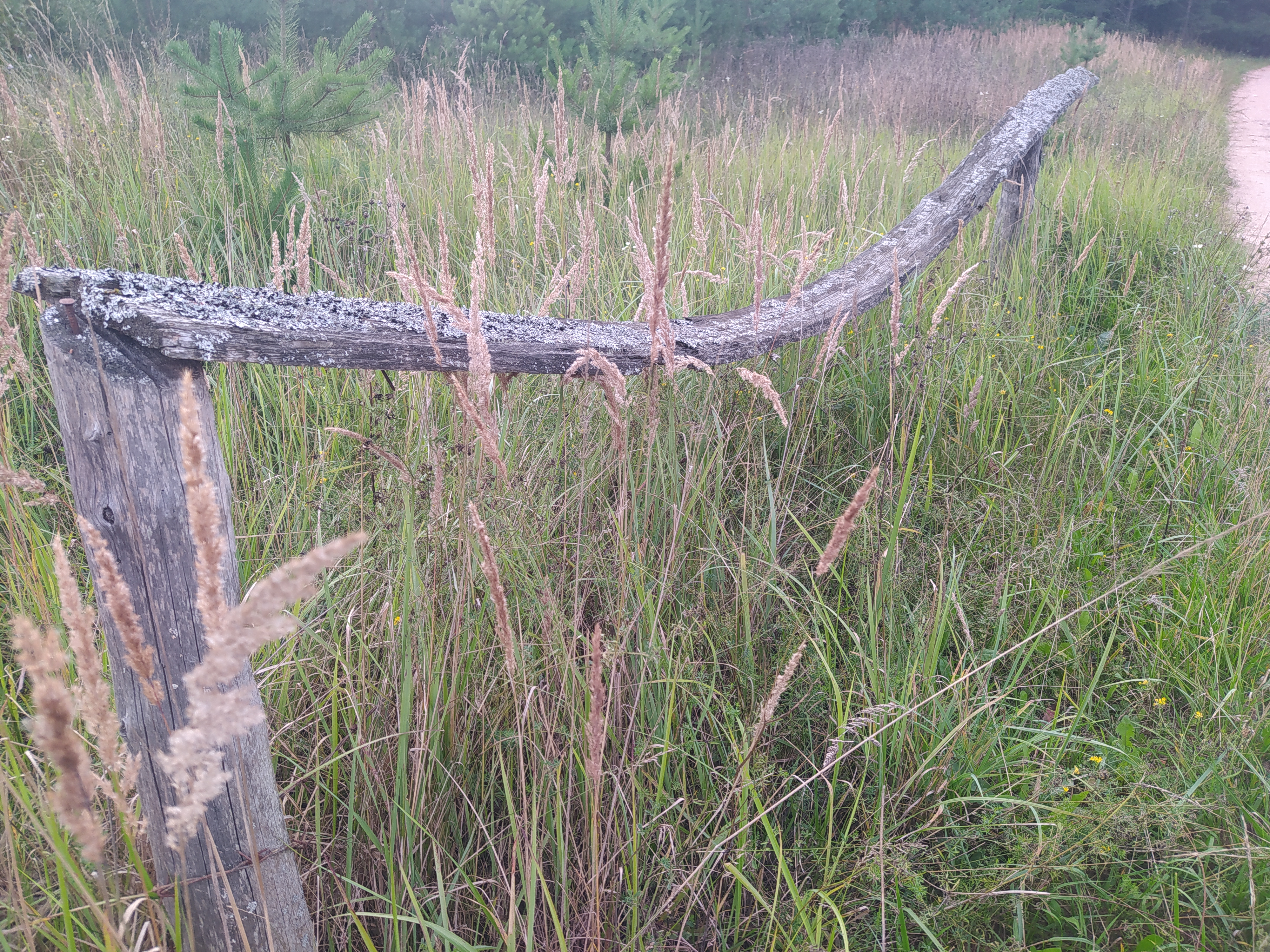